# Jindřich Prucha

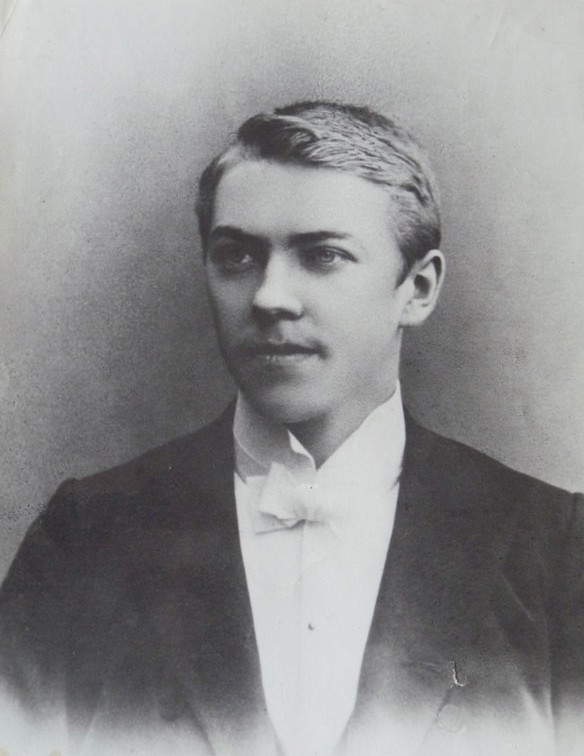
Maturitní fotografie Jindřicha Pruchy

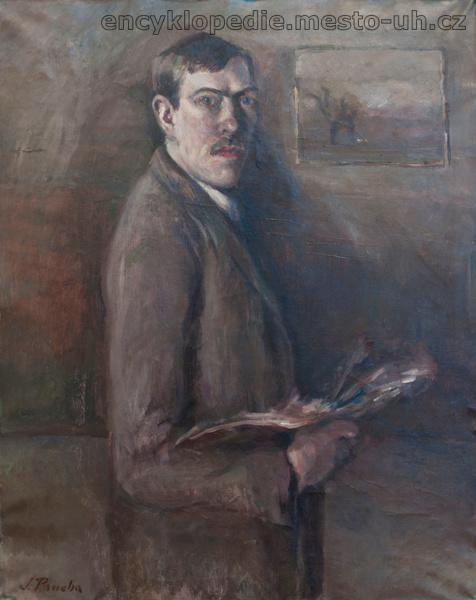
Jindřich Prucha - Melancholický portrét

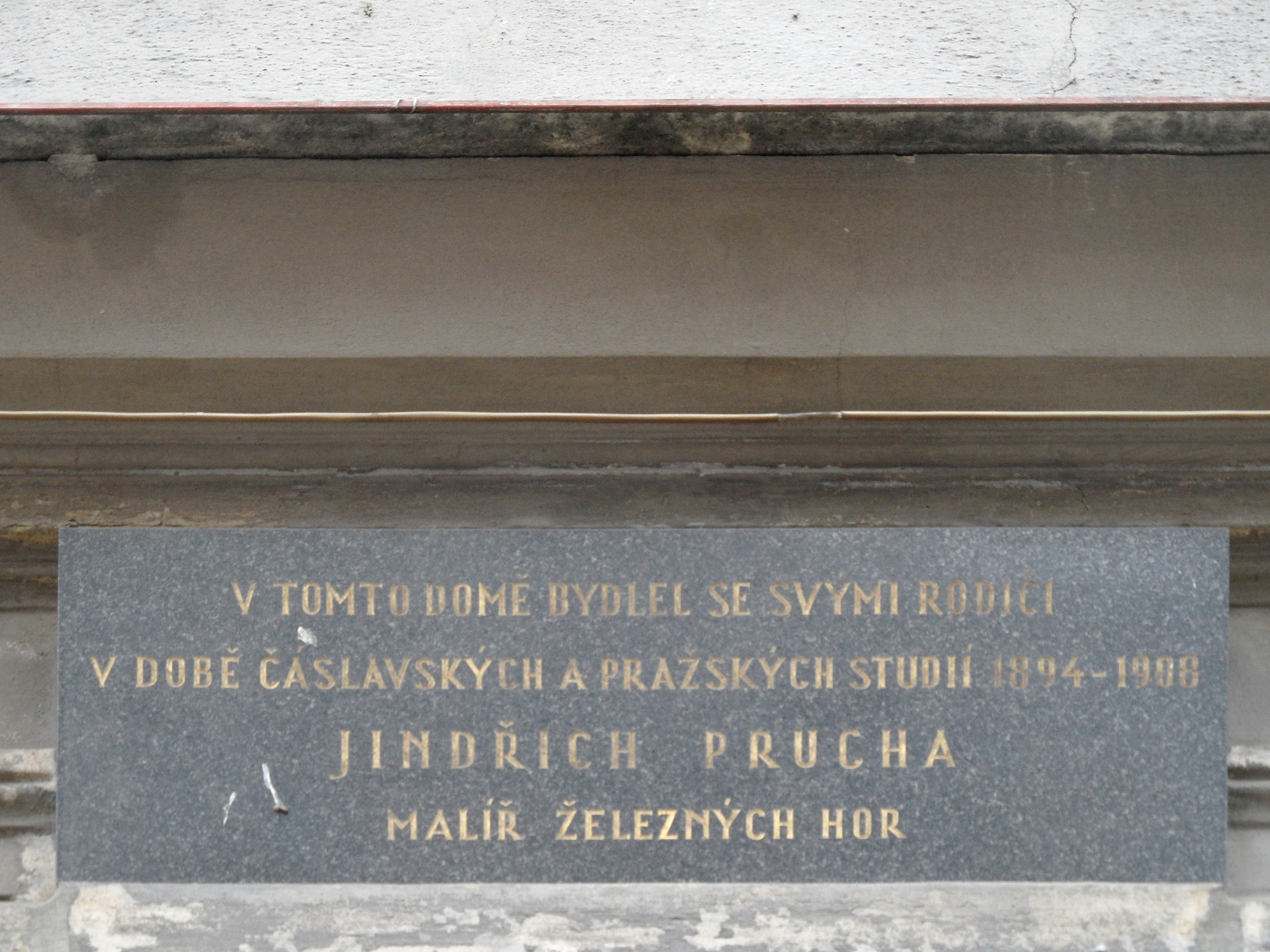
Pamětní deska v Čáslavi, z roku 1971

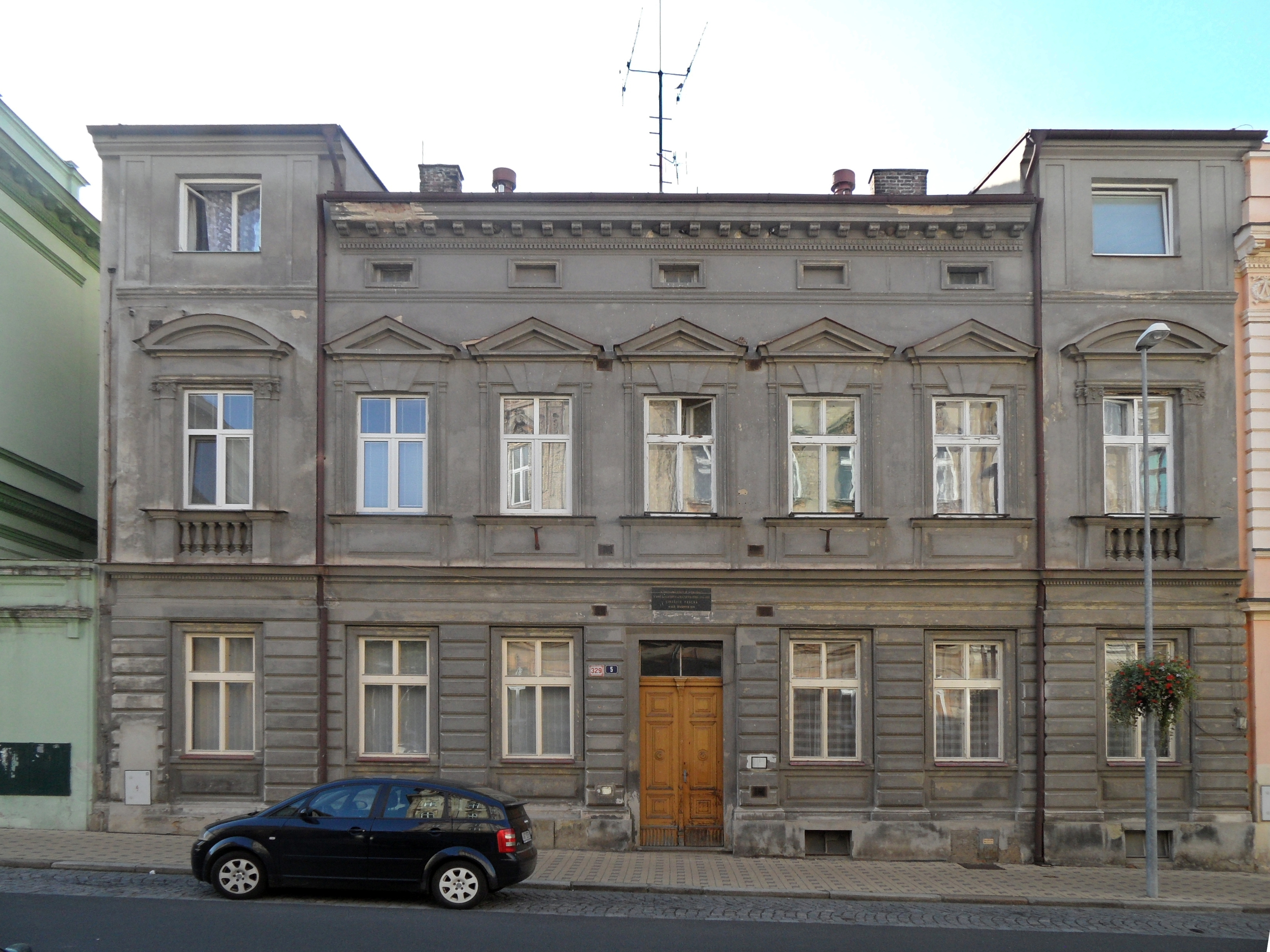
Dům v Čáslavi, kde bydlel v letech 1894–1908

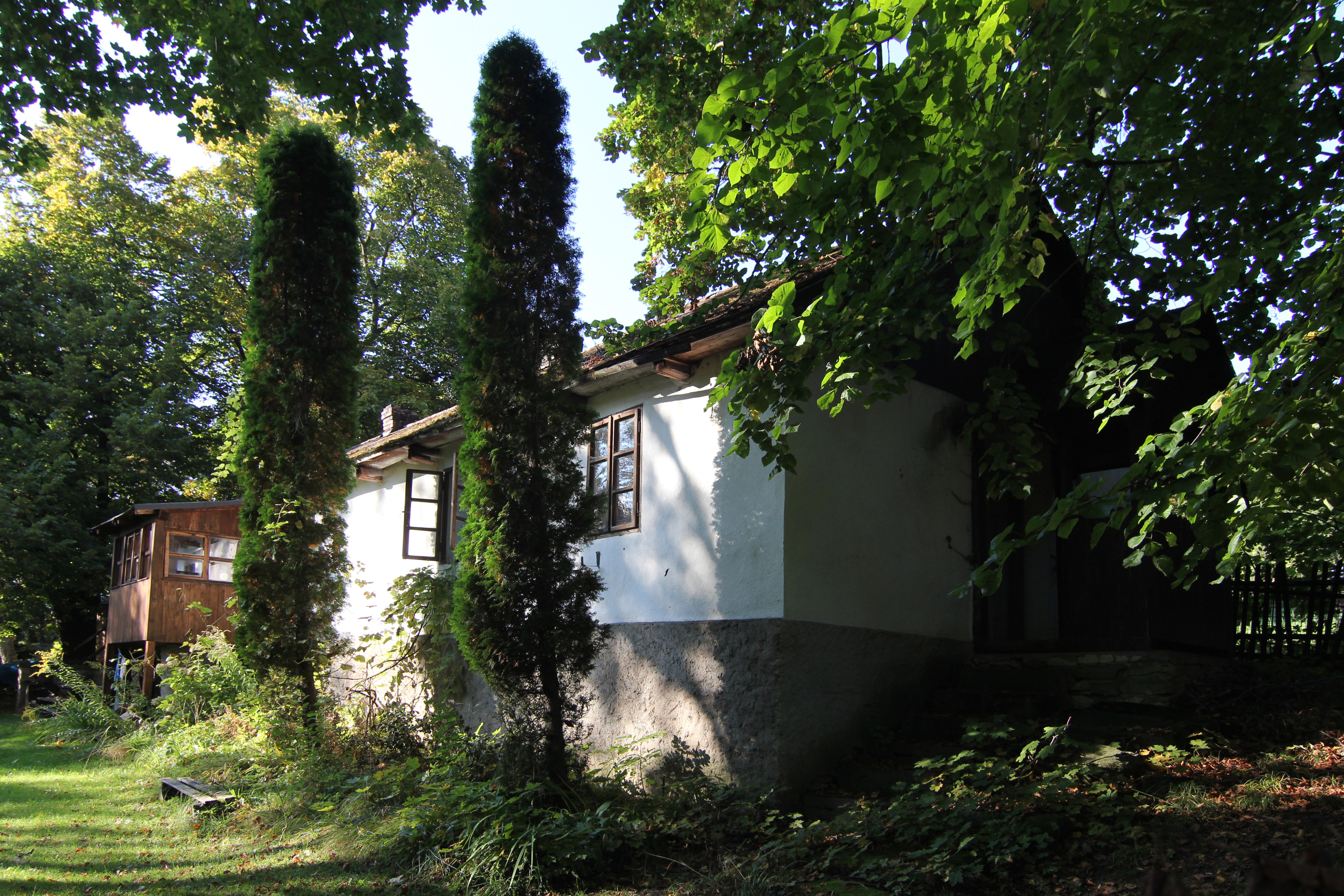
Stavení v zahradě samoty Županda, ve kterém si Jindřich Prucha zřídil svůj ateliér.

Jindřich Prucha (29. září 1886 Uherské Hradiště – 1. září 1914 Komarów na haličské frontě) byl český malíř, krajinář i pozoruhodný portrétista, významný kolorista, představitel fauvismu, impresionismu a expresionismu. Jeho obrazy stojí na intenzívním vnitřním prožitku umělce, opakovaným hledáním a novými začátky se jeví jeho tvorba i v krátkém období vzniku poměrně různorodá. Paradoxně ranější díla působí na první pohled modernějším dojmem, než díla pozdní, byť jsou obojí nositeli svébytných uměleckých hodnot. Podstatná část jeho tvorby se váže k pobytu v Železných horách. Mimo výtvarného nadání byl též dobrým houslistou, zpěvákem, sběratelem přírodnin, příležitostným básníkem a nadšeným sportovcem.

## Dětství a rodinné zázemí
Narodil se jako nejmladší z pěti dětí. Nejstarší sestra Vojslava, od dvaceti let téměř hluchá, byla Jindřichovi po celý život oporou a po jeho smrti opatrovala pozůstalost. Ne nadarmo je jejich vztah přirovnáván k souznění Vincenta a Thea Van Goghových. Následovali tři bratři, kteří zemřeli v útlém věku. Jindřich se narodil matce, které bylo čtyřiačtyřicet let. Ani jeden z rodičů neprožil utěšené dětství, proto každý svým způsobem usiloval o klidný společný domov. Otec byl pedant prosazující pořádek okolo sebe až panovačným způsobem, matka, žena bez většího vzdělání, ale citlivá, srostlá s přírodou a v mnohém směru nadaná, mu mnohé promíjela z vděku za vlastní rodinu a domov. Vřelé rodinné vztahy do značné míry určovaly i Pruchovy životní osudy. Relativně staří rodiče by rádi viděli syna existenčně zajištěného, ale i když se dožili náznaků uznání a úspěchu, Jindřichova pouť za vzděláním byla velmi křivolaká.
Jindřich Prucha sice tušil vlastní malířské kvality, ale na druhou stranu velmi potřeboval vnitřně i prakticky dosáhnout oficiálního uznání. V době, kdy současně tvořili (a byli zhusta autoritami) akademici realismu starého ražení, generace ovlivněná impresionismem, symbolismem, secesí a dalšími směry konce 19. století, a zároveň nastupovala převratná moderna, reprezentovaná například kubismem, však bylo téměř nemožné se zachytit nějakého pevného bodu. Navíc otec, prakticky založený, měl docela jiné představy o synově životní dráze, a to i tehdy, když posléze svolil, aby se věnoval umění. Jindřich nechtěl své rodiče zklamat, ale jako vzdělaný člověk s rozhledem odmítal rutinu, řemeslo bez obsahu, jak sám říkal „chlebařinu“. Snad také proto opustil postupně všechny instituce, kde se pokoušel získat oficiální malířské vzdělání.
Otec Josef Prucha byl ve službách četnictva, takže rodina se několikrát stěhovala při jeho přeložení. Sestra Vojslava se narodila v Chotovinách u Tábora, odkud pocházela též matka Anna, rozená Procházková. Jindřich se narodil za otcova působení v Uherském Hradišti. V roce 1891 se stěhují do Klatov, kde Jindřich začíná chodit do školy. Zde se také naučil lyžovat a byl později průkopníkem tohoto sportu ve vnitrozemí tehdy spíše neznámého. Roku 1896 přicházejí do Čáslavi, kde o rok později Jindřich začíná navštěvovat gymnázium. Matka v té době již trpí těžkým revmatismem a záduchou, zdejší klima nedaleko zadýmeného nádraží jí neprospívá, otec nachází samotu Županda nad obcí Běstvina v Železných horách, kam jezdí na letní byt. Roku 1901 Župandu kupuje s úmyslem usadit se zde po odchodu do penze. Zde nalezne Jindřich Prucha svůj domov a kraj Železných hor se mu stává osudem. V letech 1904–1905 maluje své první oleje pod vedením pokrokového gymnaziálního profesora Kleina, který postřehnul nadání svého studenta a překračuje navyklý rámec tehdejší výuky kreslení.

## Cesta za vzděláním - Praha, Mnichov a znovu Praha
Po maturitě v roce 1905 uvažuje Prucha o přírodních vědách, nakonec z ryze praktických důvodů (Jindřich se jazyky snadno učí a uplatnění absolventa je perspektivní) začíná studovat filologii - čeština a němčina na pražské filozofické fakultě. Nedokáže však opustit umění. Vstupuje do pěveckého spolku Hlahol a jeho poznámky z přednášek jsou bohatě iluminovány. Dychtivě navštěvuje výstavy světového i domácího umění, sleduje výtvarné časopisy. Již v roce 1906 maluje první oleje na řece Doubravě jako reminiscence na práce Antonína Chittussiho, rodáka z nedalekého Ronova nad Doubravou (Prucha zažil ještě stařičkého otce tou dobou již dávno mrtvého umělce). Malování jej stále více přitahuje. V letech 1907–1908 navštěvuje v Praze po tři semestry soukromou malířskou školu Ludvíka Vacátka, žáka Pruchova pozdějšího mnichovského učitele.
Otec je roku 1908 přeložen do Prahy, již po roce je však penzionován a rodina se trvale stěhuje na Župandu.
Jindřich maluje první závažný obraz Opukový lom a koncem roku 1908 jej předkládá spolu s obrazy Měsíční svit a Kampa a žádá o přijetí za člena Spolku výtvarných umělců Mánes, kam je začátkem příštího roku přijat jako mimořádný člen. Tento dílčí úspěch bere jako potvrzení správnosti svého rozhodnutí a sděluje matce, že nebude podstupovat závěrečné zkoušky na filozofii. V roce 1909 končí Jindřich v samém závěru předčasně studia filozofie rozhodnut věnovat se plně malířství. Musí ovšem nastoupit vojenskou službu jako tzv. jednoroční dobrovolník Archivováno 10. 6. 2015 na Wayback Machine.. Nastává útrpný rok, kdy se sotva může věnovat alespoň kresbě. Službu končí na podzim 1910 důstojnickými zkouškami a odjíždí na Župandu. Konečně má čas na malování. Jeho umění dosahuje prvního vrcholu, mezi mistrovská díla tohoto období patří například Vnitřek bukového lesa, Před bouří, Májový den, Chotěboř či Vnitřek kostela v Běstvině. Charakterizuje je kontrast i harmonie výrazně barevných ploch.
Zajímavým místním průsečíkem je v jeho životě nedaleký Kraskov, kde působí jeho přítel, učitel Antonín Zavadil. Sem zajížděl Pruchův vzor Antonín Slavíček, později například Oldřich Blažíček. Pruchův Vnitřek Kostela v Běstvině je svým chvějivým pojetím opozicí "narýsovaným" Blažíčkovým chrámovým interiérům. Antonín Zavadil, ostýchavý přítel Pruchovy sestry, zobrazený na svěžím Portrétu učitele Zavadila, padl rovněž na samém počátku první světové války.
Na přelomu let 1910 a 1911 maluje Jindřich munchovský autoportrét Vlastní podobizna v zimním šatě, vyjadřující odhodlání tvořit i pochyby o správnosti této cesty. Po tři roky jsou Jindřichovy práce vytrvale odmítány k přijetí na mánesovské členské výstavy, což Prucha těžce nese, zvláště když mnohá přijatá díla pokládá za průměrná. Teprve v roce 1911 je přijat obraz Na Kozích hřbetech na vídeňskou výstavu spolku a počátkem dalšího roku se Jindřich Prucha stává řádným členem SVU Mánes.

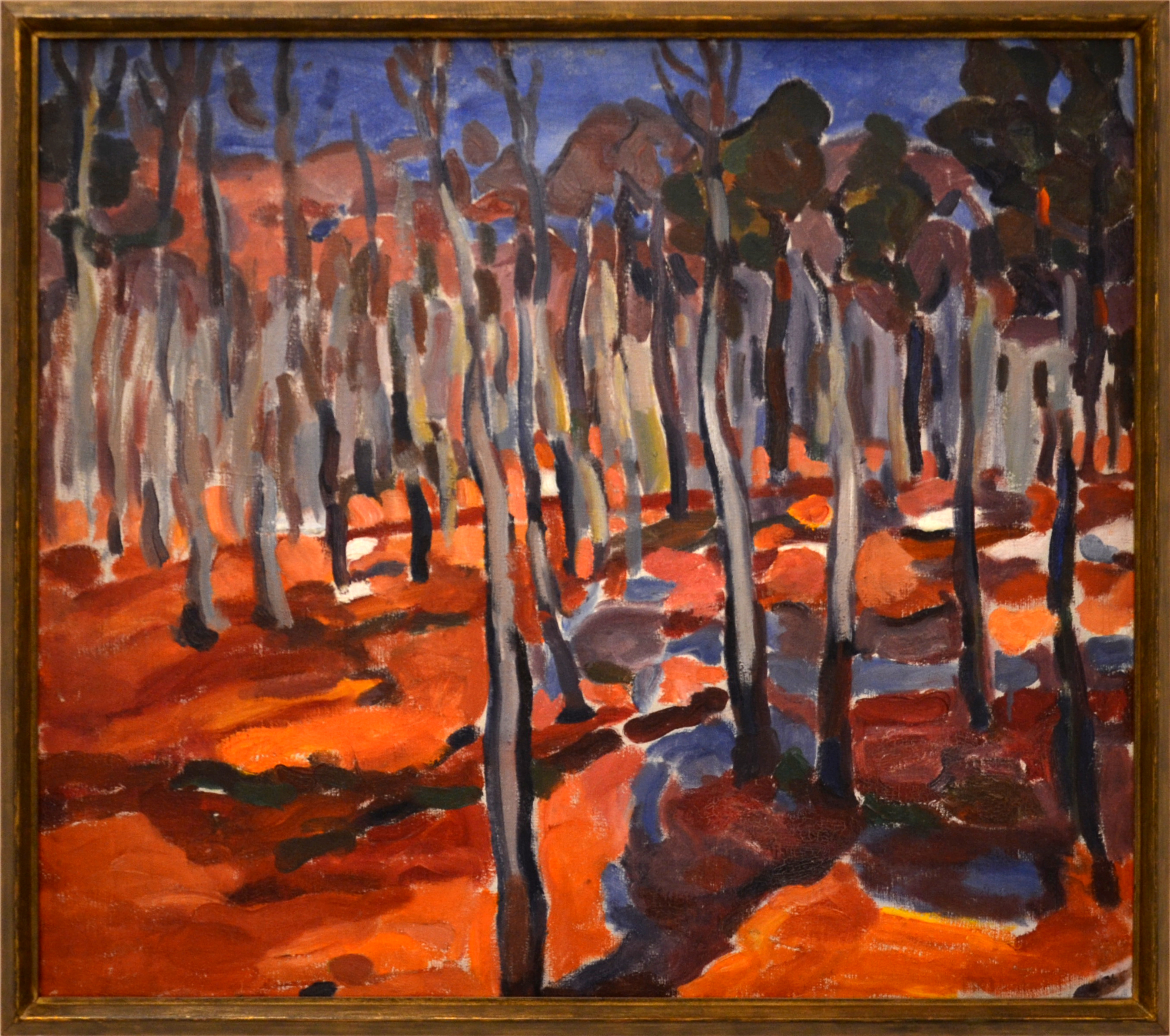
Jindřich Prucha - Vnitřek bukového lesa (1911)

Tou dobou již s otcovým požehnáním odjíždí do Mnichova studovat na akademii. Dostává se do ateliéru prof. Hertericha, což současníci považují samo o sobě za uznání mimořádných umělcových kvalit. Zde vznikají Pruchovy nejvyspělejší kresebné práce, jak figurální kresby na akademii, tak expresívní obrázky črtané v ulicích Mnichova. Navštěvuje zde Munchovu výstavu, ale dívá se na jeho dílo již s odstupem. Inspiruje ho Stará Pinakotéka, Prucha sleduje starověké umění Egypťanů, nadšen je obrazy El Grecovými; jako vzpomínky na domov vznikají pod jeho vlivem studie k Pohřbu, Vzkříšení a Ukřižování. Za hlavní přínos pobytu na akademii považuje zdokonalení techniky barev. Z kreseb, které vznikly v tomto období, je však patrna kreslířská jistota a umělec si také ověřil své portrétní schopnosti. Přes nesporný pozitivní vliv Pruchovi vadí strnulost akademie, která vede žáka k ideálu technicky virtuózního umělce, místo toho, aby jej tvořivě podněcovala (Stěžuje si, že profesorovou modlou byl Jordaens, a k tomu všechno směřovalo). Nakonec již v březnu 1912 Mnichov opouští. Po návratu domů tvoří volnou kopii El Grecova Laookonta, El Grecovy protáhlé figury ovlivnily i obraz Jarní touha. Vzniká rodinný Trojportrét, Jarní cesta, ale také obrazy Opuka a Z Borové, působící jako ozvěna fauvistického období. V Mnichově snil o velkolepém zpracování domácích námětů, myslil na složité figurální kompozice, ale konfrontace s domácí realitou je jiná. Prucha byl malíř, který potřeboval kontakt se skutečností, neuměl si vymýšlet. Citově je příchod domů pro Pruchu těžký - sestra nesdílí jeho pojetí figurální tvorby podnícené akademií, a také otec považuje časný návrat z Mnichova za jednoznačný neúspěch. Jindřich se proto snaží dokončit vzdělání doma.
V Praze se informuje o podmínkách přijetí na pražské akademii, ale odradí ho formální překážky a nevlídné přijetí Maxem Švabinským. Nakonec studuje na pražské technice deskriptivní geometrii a profesuru kreslení u Adolfa Liebschera - škola měla vychovávat středoškolské učitele kreslení. Vyžadované precizní pojetí školních prací pozoruhodně kontrastuje s uvolněnými skicami z pražského prostředí, které vznikaly ve volném čase.
Jindřich Prucha moderní umění považuje za své poslání, i když s některými trendy se nemůže ztotožnit, odmítá především kubismus. V momentě, kdy se zdá, že to bude jediný přípustný názor, chce dokonce zanechat malování. Ve škole, jako už dříve v Mnichově, však cítí, že je vlečen někam nazpět, jeho umělecký názor není slučitelný s vyděláváním peněz za cenu ústupků. Zároveň se cítí zavázán rodičům a nechce je zklamat. Tento rozpor vyústí v únoru 1913 v uměleckou i osobní krizi, uvažuje i o sebevraždě.

## Konečně svůj – poslední roky života
V roce 1913 Prucha studia opouští. V Praze ještě maluje drobné studie míněné jako pokus o obživu se ctí, vzniká obraz Zlatá ulička, nakonec získá otcovu „pozvánku“ domů, znovu maluje na Župandě. Vzniká Melancholický autoportrét. Po expresívním období 1910–1911, které je někdy považováno za nejsilnější, se přiklání v tvorbě k domácí tradici. V jeho uměleckém vyjadřování ale narůstá jistota sebou samým. Vznikají mistrovská díla, jako Doubravka u Spačic, Míčov. V červenci věnuje hodně energie výstavě v Ronově nad Doubravou, doprovodnou přednášku využívá k propagaci českého umění, vyzdvihuje Chittusiho, Alše i milovaného Slavíčka. Text se ale nedochoval. Po vojenském cvičení odjíždí na podzim téhož roku do Kameniček, kde se utkává po svém se Slavíčkovými náměty, ale vznikají i díla zcela svébytná, jako Kameničky v listopadu nebo Kameničky v mlze. Během měsíce maluje 13 obrazů.
Na jaře 1914 maluje díla, z nichž některá později Jarmila Kubíčková označuje za desetidílný cyklus pod názvem Jaro v Železných horách, mimo jiné Lichnici v máji, Suchý den a slavný obraz Ptáčnice. Teprve nyní jsou přijaty obrazy Zlatá ulička a Chalupy v Železných horách na výroční výstavu SVU Mánes a potěší ho příznivá kritika jeho prací. Pro kraskovské děti maluje rozměrné kulisy k divadelnímu představení Zakletá princezna Zlatohlávka s motivem kraskovské návsi. Vzniká poslední autoportrét, vyzařující svobodu, jistotu, ale možná též tušení neblahé budoucnosti. V červnu ještě vystavuje v Chotěboři, vracejí se staré náměty - Bukový háj, Kozí hřbety a Opukový lom, na kterých si ověřuje cestu, kterou od prvního provedení námětů urazil. Maluje poslední krajiny Žně a Po žních.
Po mobilizaci narukuje 27. července. Je ubytován v Močovicích u Čáslavi, naposledy se schází se sestrou a podnikají výlet podél Janského potoka do krajiny dětství. Týden na to, 21. srpna, odjíždí na haličskou frontu. Zde ještě vzniká několik posledních chvatných kreseb. Oficiálně padl 1. září 1914, měsíc před svými osmadvacátými narozeninami, v době, kdy po dlouhém hledání a pochybování konečně nalezl směr své umělecké cesty. Dlouho do podzimu o něm rodina nemá zprávy, jeho smrt je potvrzena teprve s několikaměsíčním zpožděním.

## Citový život
Dochovala se rozsáhlá Pruchova korespondence s přáteli, rodinou, ale také dvěma Pruchovými osudovými ženami, Marií Dočekalovou a Ludmilou Hegenbartovou. Marie Dočekalová byla dcera řídícího učitele v Běstvině a rovněž učitelka. Temperamentní ženu s Pruchou zprvu pojila zejména láska k hudbě, později se zdálo, že si slibovala od vztahu více než Prucha, což jí nakonec přineslo zklamání. Její poslední dopis (Chci Vám jenom říci, že jste pro mě úplně mrtev a že Vámi pohrdám!) spadá do období umělcovy krize z února 1913.
Právě prostřednictvím Marie Dočekalové se Jindřich roku 1909 seznámil s Ludmilou Hegenbartovou, učitelkou z pražské rodiny a dobrou zpěvačkou, bytostí, která se pokorně snažila porozumět Pruchovu uměleckému snažení. Vztah byl shodou různých okolností (Ludmila především nechtěla být sokyní své přítelkyni) záhy přerušen a až po náhodném setkání v Praze roku 1913 znovu navázán. Přátelství vzdorovalo vzdálenosti, která oba mladé lidi dělila, setkání bývala na několik hodin či málo dní. Oba sice snili o společné budoucnosti, ale manželství nebylo z existenčních důvodů myslitelné. K plánovaným společným prázdninám v létě 1914 již nedošlo. Teprve po malířově smrti navštívila Ludmila jeho rodinu a uzavřela pevné přátelství s jeho sestrou.

## Odkaz, jeho hodnocení a odraz v literatuře
Jindřich Prucha zanechal za deset let intenzívní tvorby poměrně velký počet obrazů a množství kreseb (asi 200 olejů a přes 650 kreseb včetně několika pastelů). Protože tvořil z potřeby, nerad se s pracemi loučil a za svůj život jich prodal minimum. Tomuto faktu, spolu s péčí jeho sestry, vděčíme za to, že jeho dílo nebylo rozchváceno a jeho podstatná část je dostupná ve veřejných sbírkách.
O jedno z prvních souhrnných zhodnocení Pruchova díla se zasloužil Václav Vilém Štech u příležitosti velké posmrtné Pruchovy výstavy uspořádané SVU Mánes v roce 1926.
Prvním z hodnotitelů byl však Antonín Matějček, který Pruchovy práce viděl ještě za jeho života co student dějin umění, po jeho smrti pak vydal dvě monografie: V edici Výtvarné zjevy (1934) a v edici Prameny (1941), obojí SVU Mánes.
Část Jindřichových dopisů Ludmile vydal Emil Filla s komentáři v knize Jindřich Prucha, Úryvky z dopisů slečně Ludmile Hegenbartové (1926).
V období druhé světové války ve spolupráci s Vojslavou Pruchovou zpracovávala podrobně Pruchovo dílo Jarmila Kubíčková. V roce 1941 vydala monografii Malíř předjaří a jara Jindřich Prucha: život a dílo, před koncem války uspořádala výstavu Pruchových kreseb, po válce vydává „poetickou reportáž“ Čtení o Jindřichovi: Náčrt k románu (1946). Zajímavé je, že zatímco osobní zaujetí v odborné monografii z dnešního pohledu trochu ruší, v beletrii zdařile spojuje jednotlivé útržky čerpané ze vzpomínek i korespondence.
V této etapě poznání byl Prucha vnímán jako impresionistický pokračovatel Slavíčkův, svébytné období let 1910-11, které ve skutečnosti bylo prvním spontánně dosaženým vrcholem Pruchovy tvorby, hodnotí Kubíčková spíše jako „z nouze ctnost“ při omezených technických možnostech umělce.
Teprve nová souborná výstava uspořádaná na přelomu padesátých a šedesátých let poté, co Vojslava věnovala Pruchovu malířskou pozůstalost a část kreseb Národní galerii, umožnila za účasti mladých historiků umění ocenění ranější etapy jeho tvorby a rozpoznání její spřízněnosti s fauvismem a expresionismem v širším slova smyslu. K této generaci patří i Jaromír Zemina, znalec Pruchova díla, kurátor jedné z posledních větších Pruchových výstav, autor studie Jindřich Prucha znovu objevený - předmluvy knihy Jindřich Prucha v dopisech a vzpomínkách - viz níže.
Vojslava Pruchová pojala v jednasedmdesáti letech v roce 1948 záměr sepsat své vzpomínky, dokončila je po šesti letech a dodatek a doslov doplnila v roce 1961. V roce 1965 také věnovala písemnou pozůstalost a zbytek Pruchových skicářů Městskému muzeu v Chotěboři. Vojslaviny vzpomínky vypovídají o pevném sourozeneckém poutu, velkém odhodlání a tragice umělcova osudu. Část jich využil spisovatel Josef Sekera v životopisném románu Torzo lásky (1965). Vojslava Pruchová, věrná opatrovatelka odkazu svého bratra, zemřela v únoru 1973 v chrudimské nemocnici ve věku 95 let.
V roce 1987 vychází studie Jana M. Tomeše, zpracovaná již s určitým nadhledem, která je doprovodným textem publikace Jindřich Prucha z edice Malá galerie nakladatelství Odeon.
K poznání života a díla Jindřicha Pruchy výrazně přispěl Zdeněk Sejček, který se seznámil s Vojslavou Pruchovou krátce po druhé světové válce v době příprav výstavy ke stému výročí narození Antonína Chttussiho v Ronově nad Doubravou. Vzniklo tak dlouholeté přátelství, které otevřelo pokladnici rozsáhlého pruchovského studijního materiálu. Výsledkem mnohaleté práce byla rozsáhlá publikace Jindřich Prucha v dopisech a vzpomínkách (1988), ve které uspořádal dochovanou korespondenci, opatřil ji poznámkovým aparátem a doplnil medailony osob, s nimiž si Prucha dopisoval. Páteří publikace jsou Vojslaviny vzpomínky, zde poprvé v úplnosti zveřejněné.
Od roku 1962 rovněž zvolna vznikala monografie Jindřich Prucha - Kresby (2004), která zpřehledňuje často opomíjenou i podceňovanou část díla bytostného malíře. Kniha pomáhá odhalit kvality Pruchových kreseb, byť mnohdy nevyrovnané, a mimo jiné rehabilituje mnichovské období, které sám Prucha považoval za omyl a pod vlivem Vojslavina hodnocení (a pohledem pouze prostřednictvím výsledků Pruchovy malby) tento soud někteří kritikové opakovali. Kubíčková hovoří dokonce o „zlu“, Tomeš i po tolika letech o „nešťastném Mnichovu“. Přesto v kresbě se jednalo o Pruchův umělecký vrchol.
Snad to byla pedagogická profese, která umožnila Zdeňku Sejčkovi pohled nezaslepený láskou k umělcovu dílu ani dlouholetým přátelstvím s jeho sestrou. Nepřebírá subjektivní pohled a vžitá hodnocení, dohledává každičký detail, a není-li některé tvrzení podloženo, nepřistupuje na něj (kupř. tvrzení V. Pruchové, že Antonín Slavíček odmítal Pruchovy práce přihlášené na Mánesovské výstavy).
Navzdory rozšiřujícímu se poznání i pečlivému hodnocení Pruchova díla zůstává jeho osobnost obtížně zařaditelnou do určitého uměleckého směru i skupiny, zůstává ojedinělým zjevem českého umění, osamělým podobně, jako byl umělec ve svém nedlouhém životě.

## Galerie

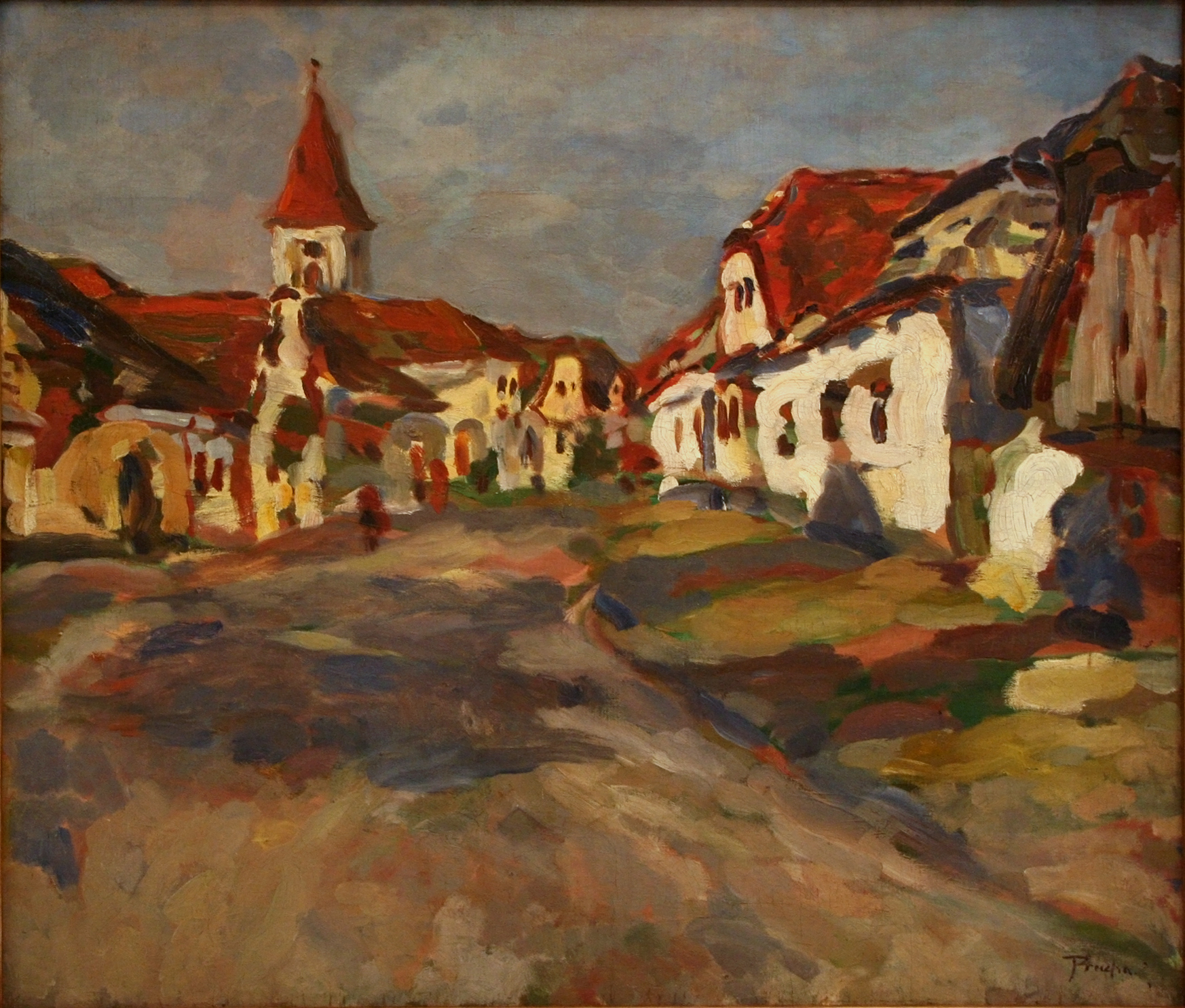
Ronov nad Doubravou - Svatokřížská ulice (1910-11)
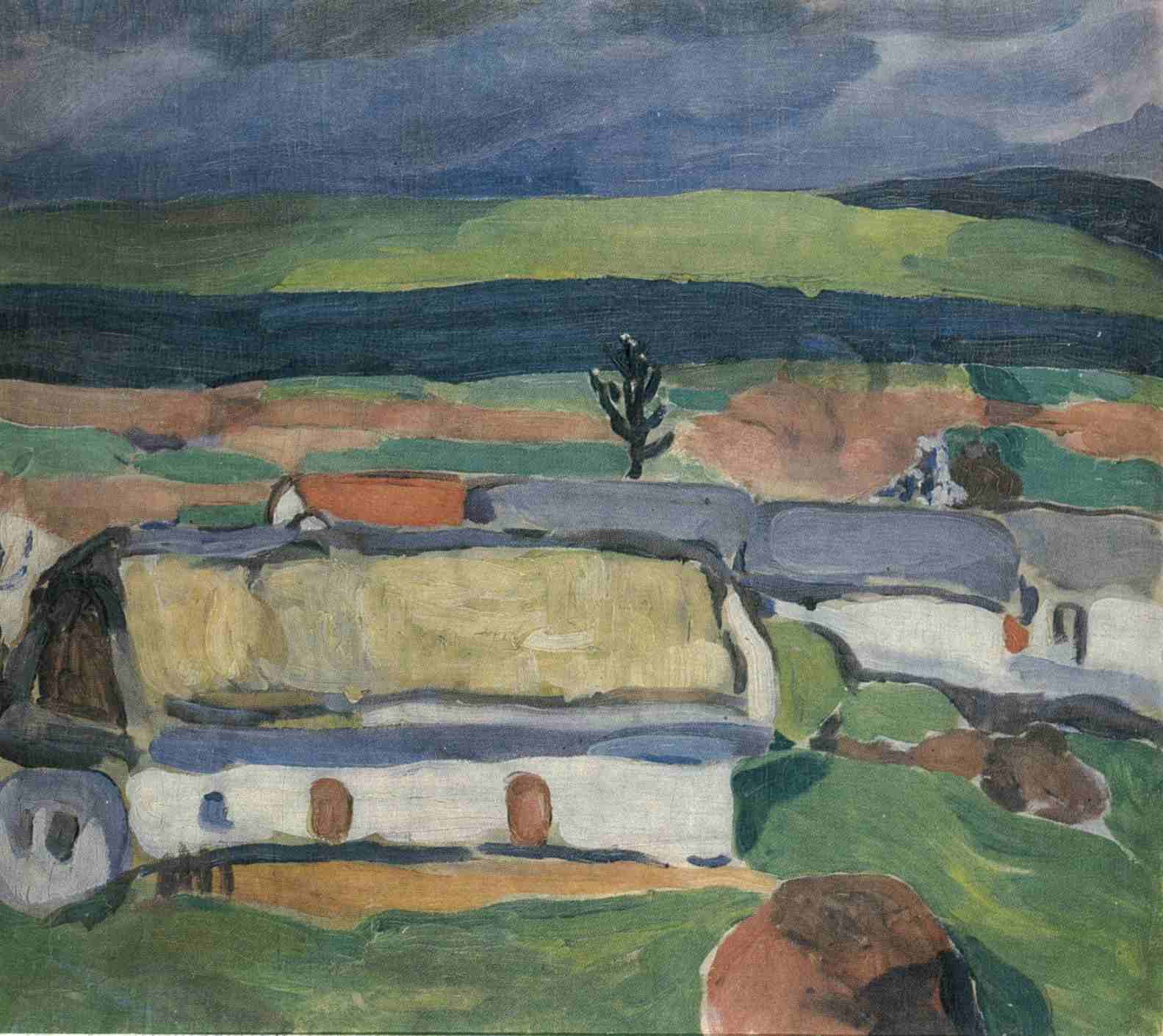
Před bouří (1911)
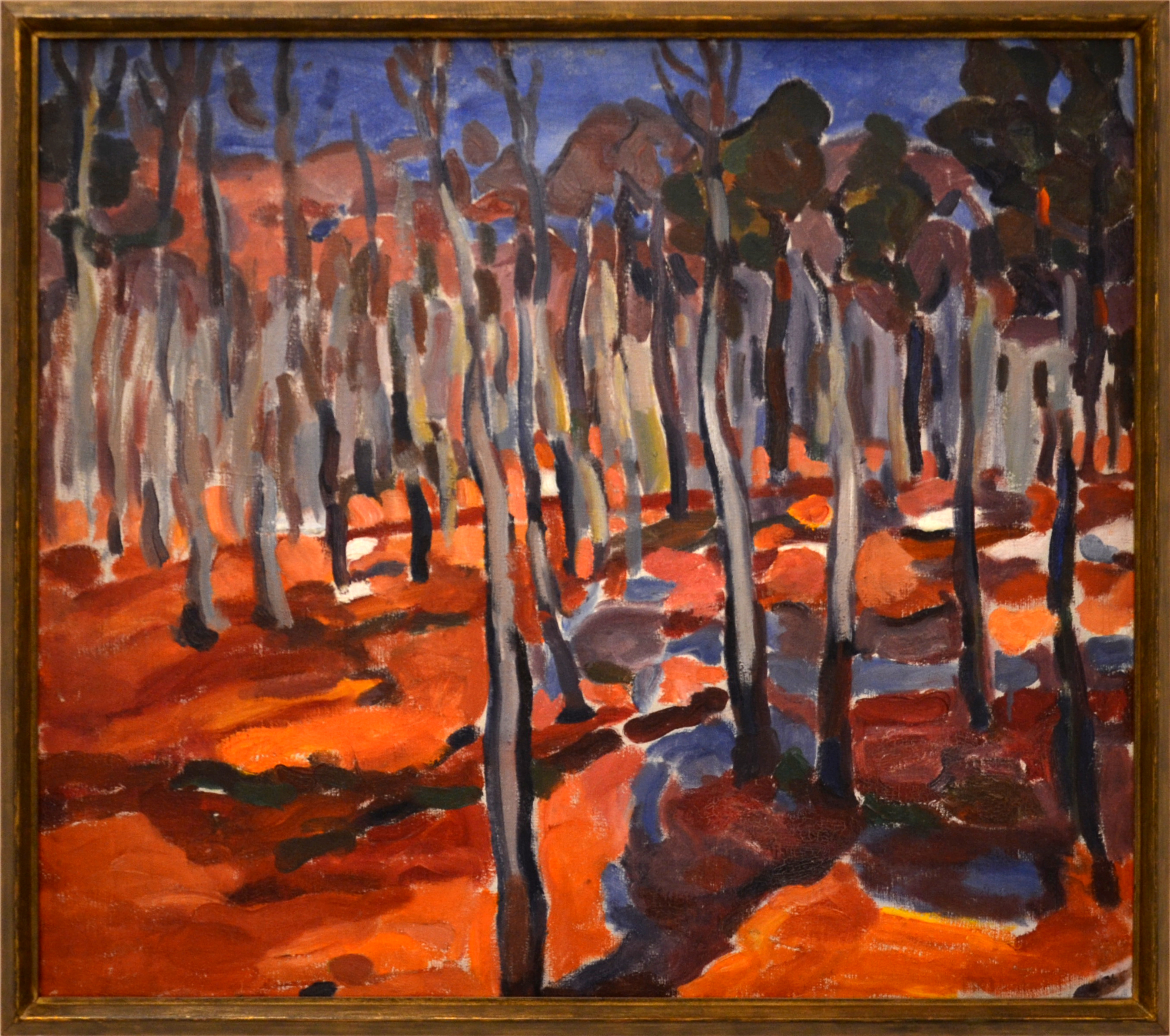
Vnitřek bukového lesa (1911)
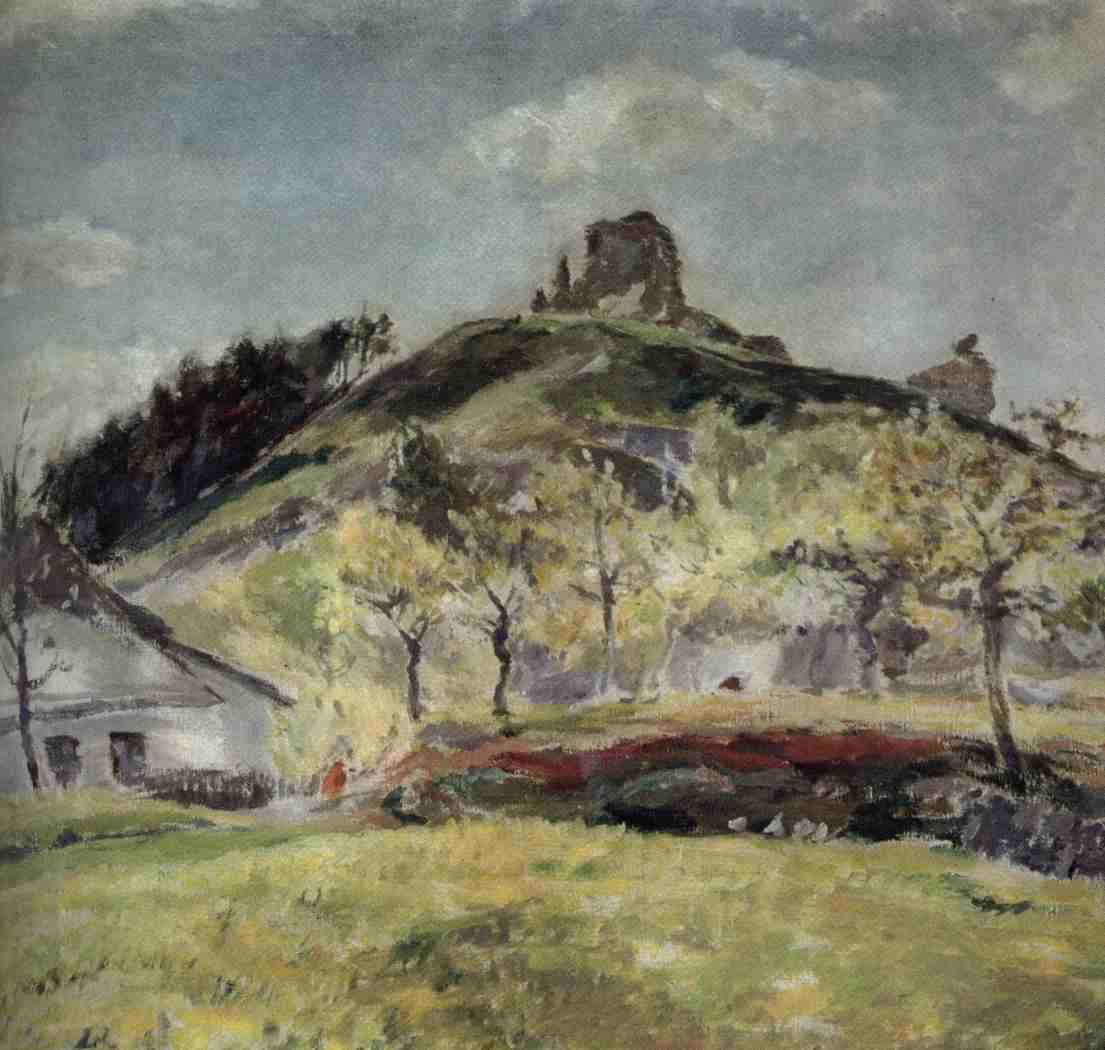
Lichnice v máji (1914)
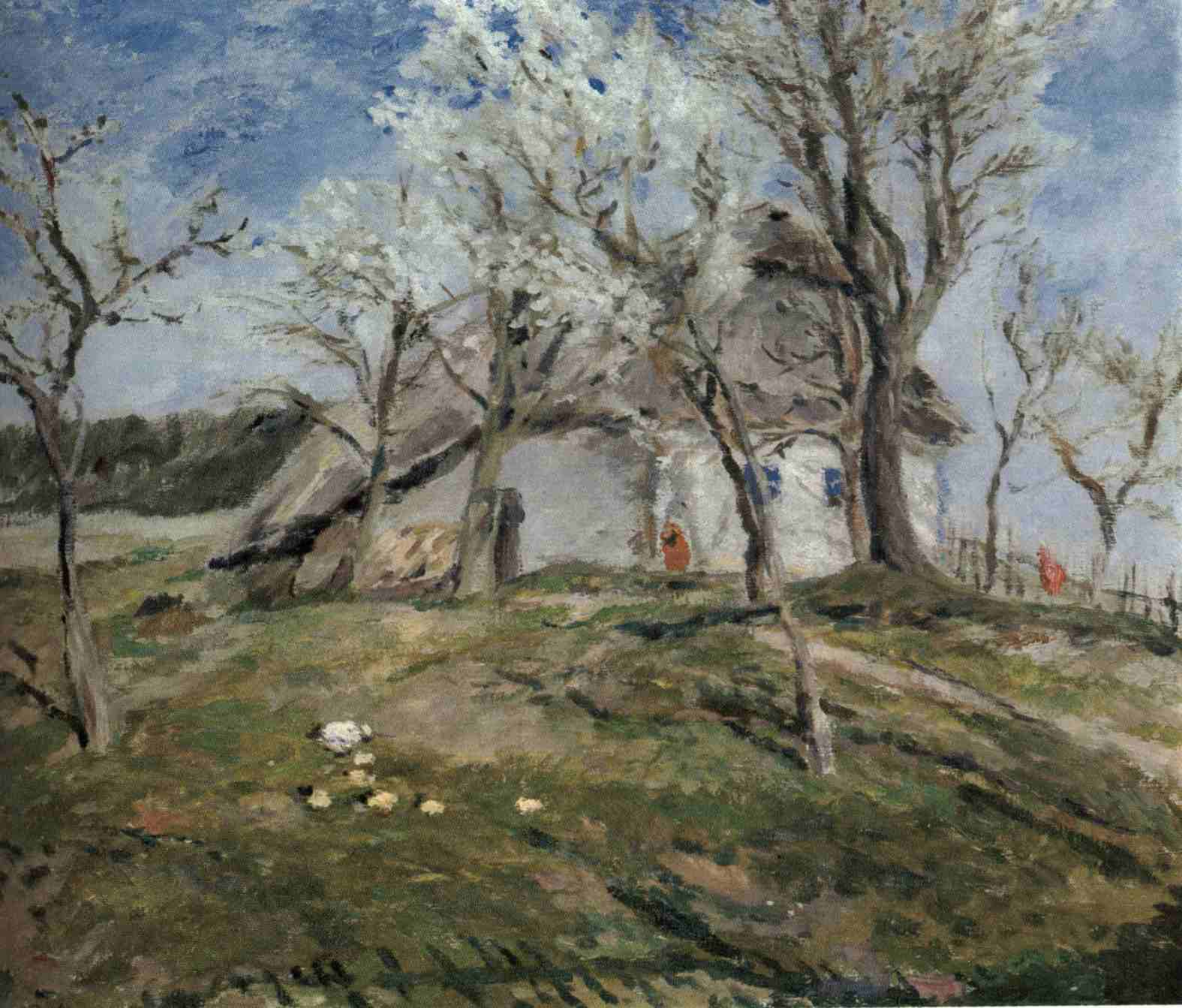
Ptáčnice (Jaro v Železných horách VI) (1914)
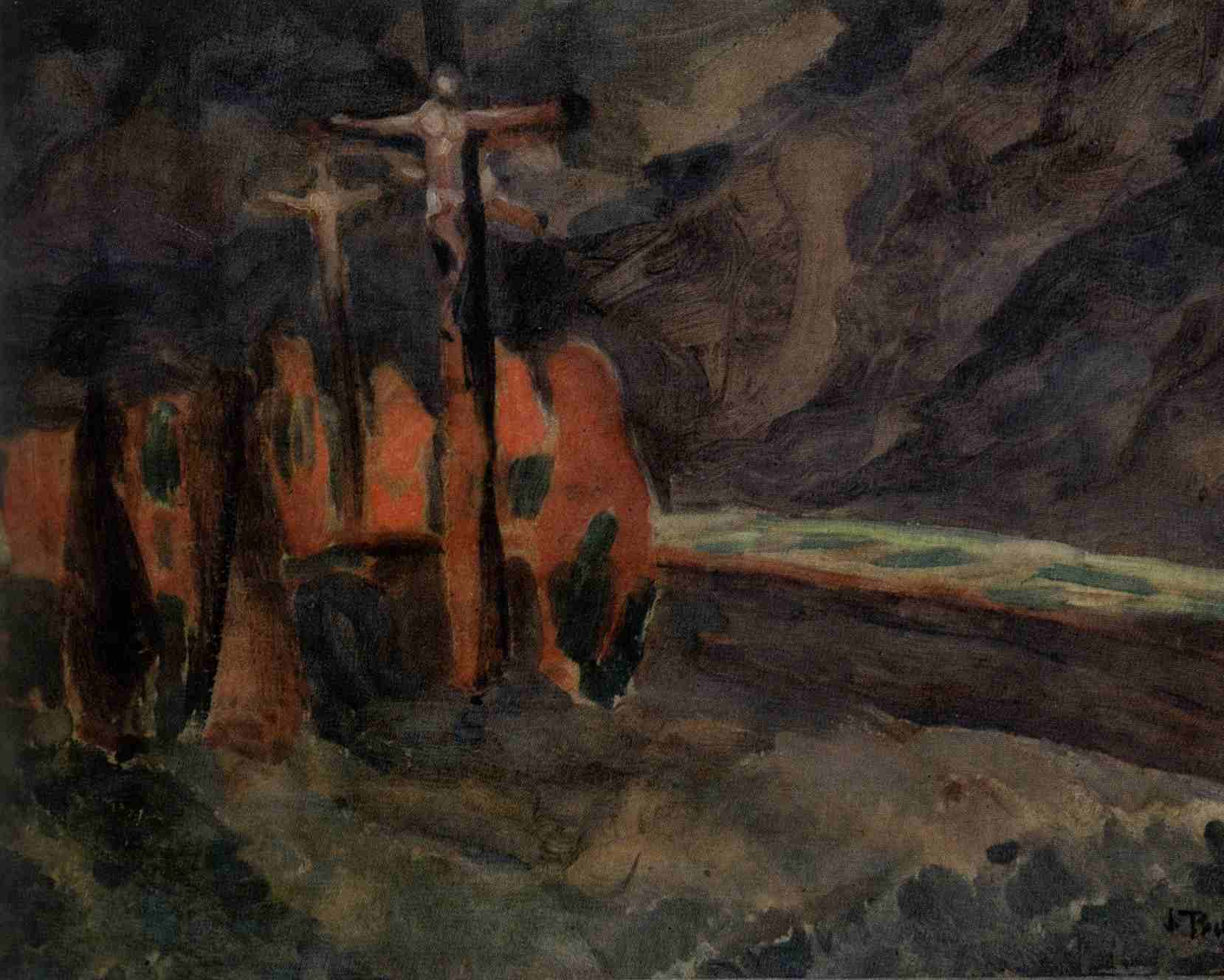
Ukřižování (1912)
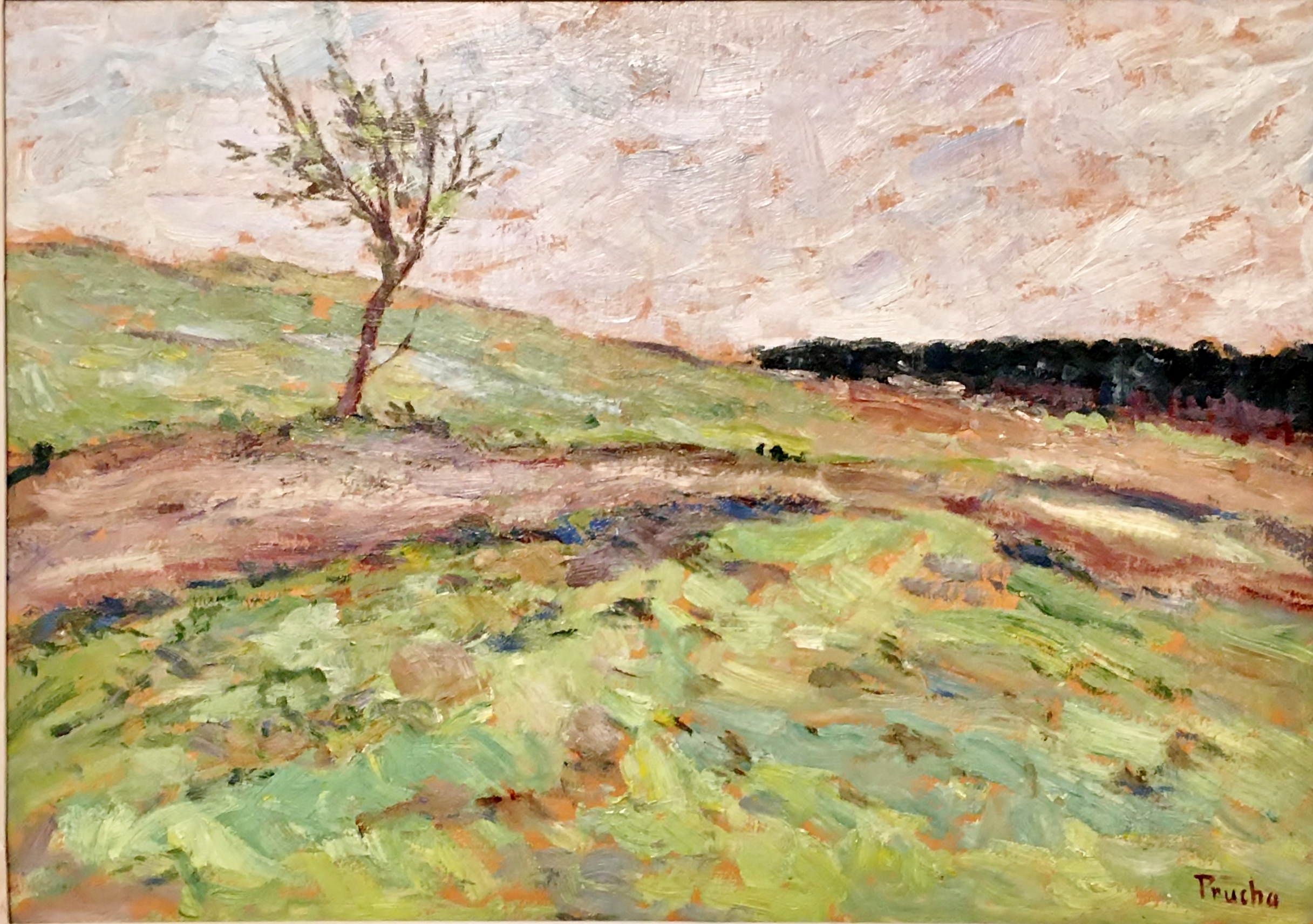
Krajina v předjaří (1912-13)

## Zajímavost
V jednací místnosti Konírna Poslanecké sněmovny Parlamentu České republiky je umístěn gobelín "Vnitřek dubového lesa" vyrobený Moravskou gobelínovou manufakturou z Valašského Meziříčí. Do majetku Kanceláře Poslanecké sněmovny byl zapsán v roce 1997. Předlohou je Pruchův obraz Vnitřek bukového lesa. 

## Výstavy s účastí děl Jindřicha Pruchy

### Za života umělce
- 1911 Hagenbund, Vídeň, Spolková výstava SVU Mánes, obraz Na Kozích hřbetech
- 1913 Výstava Ronov nad Doubravou, červenec, doplněno pracemi Antonína Chittussiho a Antonína Slavíčka, Pruchovo průvodní slovo ztraceno
- 1914 Spolková výstava SVU Mánes, Praha, obrazy Chalupy v Železných horách a Zlatá ulička
- 1914 Samostatná výstava, Chotěboř, červen, Pruchovo průvodní slovo ztraceno

### Posmrtně (výběr)
- 1916 XLVII. členská výstavu SVU Mánes s posmrtnými soubory členů Mánesa (Herbert Masaryk, Karel Myslbek, Jindřich Prucha, Josef Formánek), Obecní dům, Praha, duben - květen 1916
- 1926 Jindřich Průcha, CIII. výstava S.V.U. Mánes, Praha 1926, text katalogu V.V. Štech
- 1944 Pruchovy kresby, Pošova Galerie, Praha 1944, uspořádala a text katalogu napsala Jarmila Kubíčková
- 1961 Jindřich Prucha, výběr z díla, Oblastní galerie v Gottwaldově, Národní galerie v Praze, 1961, text katalogu Antonín Grůza
- 1964 Jindřich Prucha, výtvarné Hlinecko, Hlinsko, 1964, text katalogu Anna Masaryková
- 1969 Jindřich Prucha, Galerie výtvarného umění v Roudnici nad Labem, Galerie Benedikta Rejta v Lounech, 1969, text katalogu Marie Hovorková
- 1975 Jindřich Prucha, výběr z díla, Národní galerie v Praze, Městské muzeum v Chotěboři, 1975, text katalogu Jiří Kotalík
- 1999/2000 Jindřich Prucha - Lomy, Národní galerie v Praze, Sbírka moderního a současného umění, Veletržní palác 10. prosince 1999 - 27. února 2000, Oblastní galerie v Liberci 9. března - 1.  května 2000, Státní galerie výtvarného umění Cheb 18. května - 9. července 2000, kurátor a text katalogu Tomáš Pospiszyl (ISBN 80-7035-218-3)
- 2000 Jindřich Prucha, výtvarné Hlinecko, Hlinsko, 2000, Městské muzeum a galerie v Hlinsku ve spolupráci s Národní galerií v Praze. Příprava výstavy Natálie Brablcová a Tomáš Pospiszyl, text katalogu Tomáš Pospiszyl
- 2003/2004 Jindřich Prucha, malby a kresby z let 1907 - 1914, Severočeská galerie výtvarného umění v Litoměřicích 11. prosince 2003- 7. března 2004, Galerie umění v Karlových Varech 18. března - 25. dubna 2004, kurátor Jaromír Zemina, text katalogu Jaromír Zemina a Zdeněk Sejček (ISBN 80-85090-53-8)
- 2015 Má vlast - pocta české krajinomalbě, SVU Mánes, Jízdárna Pražského hradu, Galerie Diamant - Lazarská, Praha, 4. září - 1. listopadu 2015 - Podhradí v máji (Lichnice), Ptáčnice, Strom ve větru, Z Českomoravské vysočiny (pohřeb), Suchý den, text katalogu Michael Zachař a Ivan Exner (ISBN 978-80-905875-3-3)
- 2015/2016 Jindřich Prucha a Železné hory, Východočeská galerie v Pardubicích, 7. října 2015 – 24. ledna 2016, text katalogu Michael Zachař, (ISBN 978-80-85112-79-5)
- 2017/2018 Světlo v obraze: český impresionismus - Inspirace blízké i vzdálené, 6. října 2017 - 7. ledna 2018, SVU Mánes, Jízdárna Pražského hradu - Podhradí v máji (Lichnice), Studie k pohřbu, Z Českomoravské vysočiny (pohřeb)
- 2019/2020 Portrét v Čechách, SVU Mánes, Císařská konírna, Pražský hrad, 18. prosince 2019 - 22. března 2020, Autoportrét ve žlutém klobouku 1907, Vlastní podobizna 1914, Lidka Hegenbartová,  text katalogu Jaroslav Klát a Michael Zachař [průvodce výstavou (ISBN 978-80-88315-06-3)